# Jörgen Brink
Per Jörgen Brink, född 10 mars 1974 i Delsbo församling i Gävleborgs län, är en svensk före detta längdskidåkare och skidskytt. Brink vann tre raka segrar i Vasaloppet: 2010, 2011 och 2012. Han är bosatt i Sollefteå.
Den 18 april 2019 meddelade han att han avslutar längdskidåkningskarriären.

## Världsmästerskapen
Vid världsmästerskapen 2003 i Val di Fiemme 2003 vann Brink två individuella bronsmedaljer. Dels i dubbeljakten som vanns av Per Elofsson och dels i den avslutande femmilen där han länge körde ihop med Anders Södergren som blev tvåa.
Det som blev mest ihågkommet från mästerskapet var dock stafetten där Sverige hade möjlighet att ta sitt första VM-stafettguld på 14 år. De tre första sträckorna kördes av Anders Södergren, Mathias Fredriksson och Per Elofsson och när Elofsson lämnade över till Brink på sista sträckan hade Sverige en ledning på 25 sekunder ner till Norge. Med 3 kilometer kvar ledde fortfarande Brink med 20 sekunder och svenskarna började tro på seger. Brink kroknade dock totalt på slutet och passerades av Tysklands Axel Teichmann och Norges Thomas Alsgaard som senare vann stafetten. När stafetten var avslutad blev skidförbundet nerringda av människor som ville trösta Brink. Tio år senare, 2013, berättade Brink vad som var orsaken till genomklappningen: han hade drabbats av hjärtflimmer under loppet, och beskrev det som tur att han tagit sig i mål överhuvudtaget.

## Olympiska spelen
Brink har deltagit i olympiska vinterspelen 2002 i Salt Lake City och i olympiska vinterspelen 2006 i Turin som längdskidåkare. Sammanlagt deltog han i tre lopp och som bäst blev han 24:a.

## Världscupen i längdskidåkning
I världscupen i längdåkning har Brink två segrar, en i 30 km masstart och en i stafett. Han har även en andraplats från stafetten i Kuopio 2001. 2002 i Oslo blev Brink tvåa i den klassiska sprinten. År 2003 blev han trea på dubbeljakten i Falun och tvåa i sprinten i Reit im Winkl. I Lahtis 2004 blev han trea i sprintdistansen i fristil. Säsongen 2002/2003 blev han trea i den totala världscupen och fyra i sprintcupen.

### Loppsegrar
| År   | Ort    | Disciplin         |
| ---- | ------ | ----------------- |
| 2003 | Otepää | 30 km K masstart  |
| 2003 | Falun  | 4 × 10 km stafett |

## Maratoncupen i längdskidåkning
I maratoncupen har Brink sina segrar i Vasaloppet som sina absolut främsta meriter, men har även en seger i Tartu Ski Maraton 2012. Övrigt har han en tredjeplats från Vasaloppet 2007 och en andraplats från 63 km masstart i Otepää 2010 som sina bästa placeringar.

### Loppsegrar
| År   | Ort         | Tävling           |
| ---- | ----------- | ----------------- |
| 2010 | Mora        | Vasaloppet        |
| 2011 | Mora        | Vasaloppet        |
| 2012 | Tartu       | Tartu Ski Maraton |
| 2012 | Mora        | Vasaloppet        |
| 2016 | Robertsfors | 7-mila            |
| 2017 | Robertsfors | 7-mila            |
| 2018 | Robertsfors | 7-mila            |

## Svenska mästerskap i längdskidåkning
I svenska mästerskap har Jörgen Brink tagit flera medaljer. År 2000 blev han, för IFK Umeå, svensk jaktstartsmästare, medan han blev svensk stafettmästare 2001 och 2002 med IFK Umeå, vilket han 2011 även blev med Hudiksvalls IF.
I SM 2003 tog han brons i 10 kilometer klassisk stil och följde upp det med ett silver i den följande jaktstarten på 10 kilometer fristil. År 2004 vann han silver i sprint.

## Skidskytte
Den 5 april 2007 tog Brink sin första svenska mästerskapsmedalj i skidskytte efter att ha slutat på andra plats efter Björn Ferry i masstarten vid svenska mästerskapen i Sollefteå.
Säsongen 2007/2008 gjorde han sin första världscupsäsong i skidskytte. Hans bästa placering från världscupen är en femteplats från sprinten i Vancouver säsongen 2008/2009.

## Vasaloppet
Brink deltog första gången i Vasaloppet 2007, och blev då trea. Efter att ha misslyckats i sina ambitioner att nå till olympiska vinterspelen 2010 som skidskytt, påbörjade Jörgen Brink en satsning på långlopp i mitten av januari 2010. Detta gav snabbt utdelning, och den 7 mars 2010 stod han som segrare av Vasaloppet.
Han var även med under 2011. Han bröt då en stav, en bit innan Evertsberg, och fick åka med endast en i runt fem kilometer. Tack vare att det gick ganska långsamt i täten, lyckades han hämta in ett avstånd på cirka en minut, efter att ha åkt en bit tillsammans med Rickard Andreasson. När de väl kom upp på upploppet, spurtade han ned Stanislav Řezáč och tog sin andra raka seger och blev därmed den äldste som vunnit Vasaloppet. 
Till Vasaloppet 2012 kom han som storfavorit efter sina två raka segrar och efter att ha vunnit Tartu ski Maraton som var det sista långloppet som kördes innan Vasaloppet. Han lyckades försvara titeln återigen och blev historisk eftersom han vann på ny rekordtid och befäste sitt rekord som den äldsta vasaloppsegraren genom tiderna.